# Colina de Tara
Colina de Tara (em inglês: Hill of Tara; em irlandês: Teamhair Na Rì, "Colina dos Reis"), fica localizado perto do rio Boyne, e é um complexo arqueológico que se estende entre Navan e Dunshaughlin, no Condado de Meath, Leinster, na República da Irlanda. Contém vários monumentos antigos, e, segundo a tradição, foi a sede do Árd Rí na hÉireann, ou Grande Rei da Irlanda. A investigação conduzida no local pelo Programa Discovery, indica que Tara não foi uma verdadeira sede da realeza, mas um local sagrado associado com rituais indo-europeus da realeza.
Tara hoje em dia é um local considerado místico por alguns espiritualistas de várias partes do mundo. Atraindo turismo religioso.